# Primera B de Chile 2001
El Campeonato Nacional «Banco del Estado» de Primera B de Chile 2001 fue la 51° edición de la segunda categoría del fútbol profesional de Chile, correspondiente a la temporada 2001. Se jugó desde el 3 de marzo hasta el 12 de noviembre de 2001.
En el torneo participaron 16 equipos, que jugaron en 2 fases, la primera en cuatro grupos y la segunda en un sistema de todos-contra-todos en dos ruedas.
El campeón del torneo fue Deportes Temuco, que consiguió el ascenso a Primera División, junto al subcampeón Cobresal.

## Movimientos divisionales
| Pos | a Primera División 2001    |
| --- | -------------------------- |
| 1º  | Unión San Felipe (Campeón) |
| 2º  | Rangers                    |

| Pos | desde Tercera División de Chile 2000 |
| --- | ------------------------------------ |
| 1º  | Unión La Calera                      |

| Pos | Descendido desde Primera División 2000 |
| --- | -------------------------------------- |
| 1º  | Everton                                |
| 2º  | Provincial Osorno                      |

| Pos | Descendido a Tercera División de Chile 2001 |
| --- | ------------------------------------------- |
| 1º  | Ñublense                                    |

## Equipos participantes
| Equipo                    | Ciudad                   |
| ------------------------- | ------------------------ |
| Cobresal                  | El Salvador              |
| Deportes Antofagasta      | Antofagasta              |
| Deportes Arica            | Arica                    |
| Deportes Iquique          | Iquique                  |
| Deportes La Serena        | La Serena                |
| Deportes Linares          | Linares                  |
| Deportes Melipilla        | Melipilla                |
| Deportes Ovalle           | Ovalle                   |
| Deportes Talcahuano       | Talcahuano               |
| Deportes Temuco           | Temuco                   |
| Everton                   | Viña del Mar             |
| Fernández Vial            | Concepción               |
| Magallanes                | Maipú, Santiago de Chile |
| Provincial Osorno         | Osorno                   |
| Unión La Calera           | La Calera                |
| Universidad de Concepción | Concepción               |

## Primera fase
En esta fase, los 16 equipos se dividieron en cuatro grupos por su ubicación geográfica, cuyo puntaje obtenido se divide por 2, para obtener el puntaje con el que arrancarán en Segunda Fase.

### Grupo 1
| Pos | Equipo               | PJ | PG | PE | PP | GF | GC | Dif | Pts |
| --- | -------------------- | -- | -- | -- | -- | -- | -- | --- | --- |
| 1   | Deportes Antofagasta | 6  | 5  | 1  | 0  | 15 | 4  | 11  | 16  |
| 2   | Cobresal             | 6  | 3  | 1  | 2  | 13 | 10 | 3   | 10  |
| 3   | Deportes Iquique     | 6  | 1  | 1  | 4  | 8  | 15 | -7  | 4   |
| 4   | Deportes Arica       | 6  | 1  | 1  | 4  | 6  | 13 | -7  | 4   |

### Grupo 2
| Pos | Equipo             | PJ | PG | PE | PP | GF | GC | Dif | Pts |
| --- | ------------------ | -- | -- | -- | -- | -- | -- | --- | --- |
| 1   | Deportes Ovalle    | 6  | 4  | 0  | 2  | 9  | 5  | 4   | 12  |
| 2   | Everton            | 6  | 3  | 1  | 2  | 6  | 7  | -1  | 10  |
| 3   | Deportes La Serena | 6  | 2  | 2  | 2  | 11 | 8  | 3   | 8   |
| 4   | Unión La Calera    | 6  | 1  | 1  | 4  | 3  | 9  | -6  | 4   |

### Grupo 3
| Pos | Equipo              | PJ | PG | PE | PP | GF | GC | Dif | Pts |
| --- | ------------------- | -- | -- | -- | -- | -- | -- | --- | --- |
| 1   | Deportes Talcahuano | 6  | 4  | 1  | 1  | 11 | 5  | 6   | 13  |
| 2   | Magallanes          | 6  | 3  | 1  | 2  | 9  | 8  | 1   | 10  |
| 3   | Deportes Melipilla  | 6  | 2  | 0  | 4  | 5  | 9  | -4  | 6   |
| 4   | Deportes Linares    | 6  | 1  | 2  | 3  | 4  | 7  | -3  | 5   |

### Grupo 4
| Pos | Equipo                    | PJ | PG | PE | PP | GF | GC | Dif | Pts |
| --- | ------------------------- | -- | -- | -- | -- | -- | -- | --- | --- |
| 1   | Deportes Temuco           | 6  | 4  | 1  | 1  | 7  | 3  | 4   | 13  |
| 2   | Provincial Osorno         | 6  | 3  | 1  | 2  | 6  | 6  | 0   | 10  |
| 3   | Universidad de Concepción | 6  | 2  | 1  | 3  | 6  | 5  | 1   | 7   |
| 4   | Fernández Vial            | 6  | 0  | 3  | 3  | 3  | 8  | -5  | 3   |

## Segunda fase
En esta fase, los 16 clubes jugaron dos rondas en un sistema de todos-contra-todos, teniendo como puntaje de inicio los puntos que recibieron de bonificación, por su puntaje en la Fase Zonal.
| Pos | Equipo                    | PJ | PG | PE | PP | GF | GC | Dif | Bonif | Pts |
| --- | ------------------------- | -- | -- | -- | -- | -- | -- | --- | ----- | --- |
| 1   | Deportes Temuco           | 30 | 18 | 6  | 6  | 64 | 31 | 33  | 7     | 67  |
| 2   | Cobresal                  | 30 | 16 | 6  | 8  | 47 | 27 | 20  | 5     | 59  |
| 3   | Deportes Antofagasta      | 30 | 13 | 9  | 8  | 36 | 34 | 2   | 8     | 56  |
| 4   | Fernández Vial            | 30 | 15 | 8  | 7  | 44 | 34 | 10  | 2     | 55  |
| 5   | Deportes Talcahuano       | 30 | 13 | 7  | 10 | 40 | 32 | 8   | 7     | 53  |
| 6   | Provincial Osorno         | 30 | 12 | 6  | 12 | 44 | 43 | 1   | 5     | 47  |
| 7   | Unión La Calera           | 30 | 11 | 11 | 8  | 47 | 39 | 8   | 2     | 46  |
| 8   | Everton                   | 30 | 11 | 7  | 12 | 37 | 42 | -5  | 5     | 45  |
| 9   | Universidad de Concepción | 30 | 11 | 6  | 13 | 37 | 43 | -6  | 4     | 43  |
| 10  | Deportes Ovalle           | 30 | 10 | 7  | 13 | 43 | 51 | -8  | 6     | 43  |
| 11  | Deportes La Serena        | 30 | 10 | 9  | 11 | 38 | 46 | -8  | 4     | 43  |
| 12  | Magallanes                | 30 | 6  | 13 | 11 | 33 | 44 | -11 | 5     | 36  |
| 13  | Deportes Iquique          | 30 | 7  | 11 | 12 | 33 | 43 | -10 | 2     | 34  |
| 14  | Deportes Arica            | 30 | 7  | 10 | 13 | 40 | 44 | -4  | 2     | 33  |
| 15  | Deportes Melipilla        | 30 | 7  | 9  | 14 | 30 | 43 | -13 | 3     | 33  |
| 16  | Deportes Linares          | 30 | 6  | 9  | 15 | 37 | 54 | -17 | 3     | 30  |

PJ=Partidos jugados; PG=Partidos ganados; PE=Partidos empatados; PP=Partidos perdidos; GF=Goles a favor; GC=Goles en contra; Dif=Diferencia de gol; Pts=Puntos; Bonif = Puntos de bonificación
|  | Campeón. Asciende a Primera División.    |
|  | Subcampeón. Asciende a Primera División. |
|  | Desciende a la Tercera División.         |

|                         |
| Campeón Deportes Temuco |
| 4.º título              |

## Estadísticas
- El equipo con mayor cantidad de partidos ganados: Deportes Temuco 18 triunfos.
- El equipo con menor cantidad de partidos perdidos: Deportes Temuco 6 derrotas.
- El equipo con menor cantidad de partidos ganados: Deportes Linares y Magallanes 6 triunfos.
- El equipo con mayor cantidad de partidos perdidos: Deportes Linares 15 derrotas.
- El equipo con mayor cantidad de empates: Magallanes 13 empates.
- El equipo con menor cantidad de empates: Universidad de Concepción, Cobresal, Deportes Temuco y Provincial Osorno 6 empates.
- El equipo más goleador del torneo: Deportes Temuco 64 goles a favor.
- El equipo más goleado del torneo: Deportes Linares 54 goles en contra.
- El equipo menos goleado del torneo: Cobresal 27 goles en contra.
- El equipo menos goleador del torneo: Deportes Melipilla 30 goles a favor.
- Mejor diferencia de gol del torneo: Deportes Temuco convirtió 33 goles más de los que recibió.
- Peor diferencia de gol del torneo: Deportes Linares recibió 17 goles más de los que convirtió.
- Mayor goleada del torneo: Unión La Calera 7-1 Deportes La Serena (fecha 4), Deportes Temuco 7-1 Deportes Iquique (fecha 20).